# 1580-е

## Догађаји и трендови
- 1580. — под Филипом II уједињују се Шпанија и Португал.
- 1580. — по други пут основан Буенос Ајрес.
- 1580. — Босански санџак је добио статус пашалука.
- 1583. — рођен Албрехт Валенштајн, бохемски војсковођа и политичар.
- 1583. — сер Хампри Жилберт (енгл. Humphrey Gilbert) полаже преаво на Њуфаундленд, као прву прекоморску колонију Енглеске.
- 1583. — Бања Лука постаје сједиште Босанског пашалука.
- 1584. — рођен Вилијам Бафин, енглески морепловац и истраживач.
- 1584. — основан је Архангелск.
- 1584. — умро Иван IV Васиљевич Грозни, цар Русије.
- 1585. — рођен Арман Жан ди Плеси де Ришеље, француски државник, кардинал, који је као министар краља Луја XIII вршио стварну власт у Француској и подигао моћ француске круне.
- 1585. — започео осми и задњи Француски вјерски рат.
- 1585. — започео Англо-шпански рат.
- 1585. — умро Папа Гргур XIII.
- 1585. — у Севиљу је стигла прва пошиљка чоколаде у Европу.
- 1585. — Џон Дејвис је „поновно открио“ Гренланд.
- 1585. — погинуо Јермак Тимофејевич, руски истраживач Сибира и вођа козака.
- 1586. — основана је Самара.
- 1586. — основан је Тобољск, најстарији руски град у Сибиру.
- 1587. — одрубљивањем главе погубљена шкотска краљица Мери Стјуарт, због наводне умешаности у 3 покушаја убиства краљице Елизабете I Тјудор.
- 1588. — Абас I Велики постаје персијски шах.
- 1588. — уништена је Шпанска армада, које је покушала инвазију Енглеске.
- 1589. — умрла Катарина Медичи, утицајна француска краљица у доба вјерских ратова у Француској.
- 1589. — пред обалама Шпаније је уништена Енглеска армада.
- 1589. — успостављена је Руска патријаршија.

## Наука
- 1582. — Папа Гргур XIII уводи у употребу Грегоријански календар.
- 1583. — рођен Хуго Гроције, холандски филозоф, правник, хуманиста, писац и дипломата. Сматра се оснивачем науке међународног права и првим мислиоцем заступником идеје о природном праву.
- 1586. — умро Никола Наљешковић, дубровачки грађанин, лирски и драмски пјесник, астроном.
- 1586. — умро Ињацио Данти, италијански свештеник, математичар, астроном и космограф.

## Култура
- 1580. — рођен Франс Халс, један од познатијих фламанских портретиста прве половине 17. вијека.
- 1580. — умро Луис де Камоис, португалски национални пјесник.
- 1585. — рођен Хенрик Аверкамп, холандски сликар.
- 1585. — умро Саво Бобаљевић, дубровачки пјесник.
- 1586. — умро Примож Трубар, словеначки писац, преводитељ и протестантски пастор.
- 1588. — рођен Томас Хобс, енглески филозоф, представник класичног енглеског емпиризма.
- 1589. — умро Јуриј Далматин, словеначки протестантски писац.
- 1588. — рођен Иван Гундулић, дубровачки пјесник.

### Музика
- 1583. — рођен Ђироламо Фрескобалди, италијански композитор музике за оргуље у касној ренесанси и раном барокном периоду.

### Архитектура
- 1580. — рођен Андреа Паладио, италијански позно-ренесансни архитекта и сценограф.
- 1580. — саграђена је Батал џамија у Београду.
- 1588. — умро Коџа Мимар Синан Ага, најзначајнији архитект у раздобљу султана Селима I, Селима II, и Мурата III. Његов најзначајнији рад је Сулејманова џамија у Цариграду.